# 达尔道伊·帕尔
达尔道伊·帕尔（匈牙利語：Dárdai Pál，匈牙利語發音：[ˈdaːrdɒ.i ˈpaːl]，1976年3月16日—）是一位匈牙利前足球运动员及现任足球教练。曾於2020–2021年再任柏林赫塔青年隊教練。2014年–2015年担当過匈牙利国家足球队的主教练。

## 球员生涯

### 俱乐部

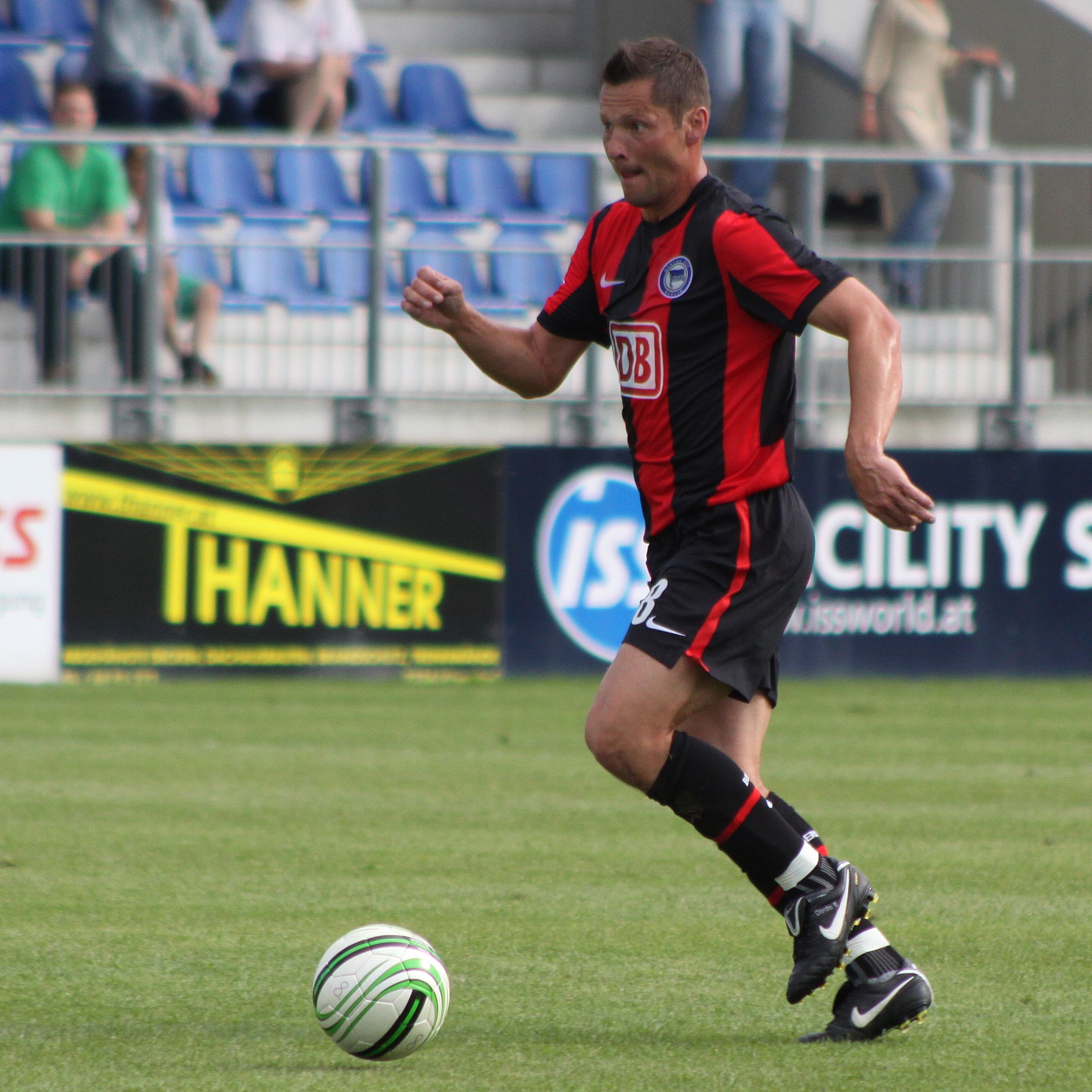
达尔道伊代表柏林赫塔上阵（2009）

达尔道伊是在家乡俱乐部佩奇梅塞克开始了自己的足球生涯，其后又在1996年转会至布达佩斯铁路。1997年1月，年仅20岁的达尔道伊加盟了当时尚处德乙的柏林赫塔，并顺利随球队升入德甲。在1998-99赛季，达尔道伊共获得了21次出场机会（尽管只有10次首发），帮助在球队以德甲第三名完赛，并仅落后亚军勒沃库森1分。他在这一年还被评为匈牙利足球先生，甚至差一点转投拜仁慕尼黑。当他的妻子在厨房与乌利·赫内斯通电话的同时，他自己则在与时任柏林赫塔总经理的迪特尔·赫内斯（乌利·赫内斯之胞弟）商讨留队的可能性。显然，赫内斯兄弟都希望在内部争得这位匈牙利中场。最终达尔道伊决定继续留在柏林赫塔。
2009年3月13日，达尔道伊与俱乐部的其中一个赞助商——啤酒厂家嘉士伯打赌，声称柏林赫塔在未来的五个主场比赛中将不会有单场观众超过55,000人的情况出现。而在他输掉打赌之后，赌注也在2009年5月16日柏林赫塔主场对阵沙尔克04的比赛中兑现，他为现场观众提供了55,000升的免费啤酒。2010年3月13日，达尔道伊在柏林赫塔主场以1比2不敌纽伦堡的比赛中获得第281次德甲出场机会，并就此超越米夏埃尔·斯齐达特，成为俱乐部历史上在德甲出场次数最多的球员。总体而言，他共代表柏林赫塔分别在德甲上阵286场及在德乙上阵11场。
2010年6月，达尔道伊将他与柏林赫塔的合同续签一年。然而在新赛季的后半程，他基本是在预备队度过。当他的职业合同届满后，达尔道伊又与俱乐部签订了一份新的业余合同。在此期间，他还成功考取了教练执照。随着2011-12赛季结束，达尔道伊也终结了自己作为足球运动员的职业生涯。

### 国家队
达尔道伊最早是在1996年代表匈牙利21岁以下国家足球队开始为国征战。而在效力柏林赫塔期间，他开始入选匈牙利国家足球队。达尔道伊代表成年组国家队的首秀发生在1998年8月，即匈牙利对阵斯洛文尼亚的友谊赛中；他的首个国家队入球则是在同年10月10日，匈牙利对阵阿塞拜疆的2000年欧洲足球锦标赛预选赛上，于第58分钟将比分改写为4比0。
在国家队主教练比斯凯·贝塔兰或格莱·伊姆雷的治下，达尔道伊经常被用作位居利斯特斯·克里斯蒂安身旁的首发中场，并在2006年以队长身份出场7次及射入2球。在2006年11月15日，达尔道伊并未被时任主教练瓦尔西迪·彼得列入参加2008年欧洲足球锦标赛预选赛的25人大名单，但却在埃尔文·科曼执掌国家队帅印后重新入选征战2010年世界杯预选赛的阵容。

## 教练生涯
自2013-14赛季起，达尔道伊接手成为柏林赫塔U-15梯队的主教练。2014年9月18日，达尔道伊又接替因战绩不佳而被解职的平特尔·奥蒂洛，成为匈牙利国家足球队的代理教练，其任务是带领球队完成在2004年剩余的比赛任务。在达尔道伊履新的首场比赛中，匈牙利在布加勒斯特的国家竞技场与罗马尼亚战成1比1。三日后，他们又在托尔斯港的托尔斯球场以1比0击败法罗群岛。达尔道伊在赛后表示，“面对法罗群岛的最低目标便是要全取三分”，并且令观众能看到“约90分钟的煎熬”。在2014年11月14日对阵芬兰的2016年欧洲足球锦标赛预选赛中，得益于格拉·佐尔坦于第84分钟的入球，达尔道伊的团队能够在布达佩斯的安盟竞技场取得首个主场比赛的胜利。至2014年12月，匈牙利足协宣布，达尔道伊将继续执掌国家队帅印，直至2015年11月30日。因此，除了他原本负责的柏林赫塔青训工作外，达尔道伊还将率领匈牙利队征战2016年欧洲足球锦标赛预选赛的剩余比赛。达尔道伊承认这是受到了他儿子的影响，后者在他作决定时表示：“你必须回去，因为没有你，他们无法赢球。”
2015年2月5日，因应柏林赫塔在德甲联赛中的糟糕表现（时值积分榜排名第17），达尔道伊得以晋升接替原主教练约斯·吕许凯的职位。在两日后的执教德甲首秀，柏林赫塔即以2比0战胜美因茨05。
2021年1月25日，柏林赫塔宣布達爾道伊再次擔任總教練，接替短暫執教的布魯諾·拉巴迪亞。

## 生涯统计

### 球员
| 赛季    | 俱乐部       | 国家   | 赛事               | 出场 | 入球 |
| ------- | ------------ | ------ | ------------------ | ---- | ---- |
| 1991-92 | 佩奇梅塞克   | 匈牙利 | 匈牙利足球甲级联赛 | 4    | 0    |
| 1992-93 | 佩奇梅塞克   | 匈牙利 | 匈牙利足球甲级联赛 | 10   | 1    |
| 1993-94 | 佩奇梅塞克   | 匈牙利 | 匈牙利足球甲级联赛 | 10   | 1    |
| 1994-95 | 佩奇梅塞克   | 匈牙利 | 匈牙利足球甲级联赛 | 30   | 4    |
| 1995-96 | 佩奇梅塞克   | 匈牙利 | 匈牙利足球甲级联赛 | 14   | 5    |
| 1995-96 | 布达佩斯铁路 | 匈牙利 | 匈牙利足球甲级联赛 | 7    | 0    |
| 1996-97 | 布达佩斯铁路 | 匈牙利 | 匈牙利足球甲级联赛 | 15   | 3    |
| 1996-97 | 柏林赫塔     | 德国   | 德国足球乙级联赛   | 10   | 0    |
| 1997-98 | 柏林赫塔     | 德国   | 德国足球甲级联赛   | 14   | 0    |
| 1998-99 | 柏林赫塔     | 德国   | 德国足球甲级联赛   | 21   | 1    |
| 1999-00 | 柏林赫塔     | 德国   | 德国足球甲级联赛   | 15   | 1    |
| 2000-01 | 柏林赫塔     | 德国   | 德国足球甲级联赛   | 24   | 2    |
| 2001-02 | 柏林赫塔     | 德国   | 德国足球甲级联赛   | 27   | 3    |
| 2002-03 | 柏林赫塔     | 德国   | 德国足球甲级联赛   | 29   | 4    |
| 2003-04 | 柏林赫塔     | 德国   | 德国足球甲级联赛   | 29   | 0    |
| 2004-05 | 柏林赫塔     | 德国   | 德国足球甲级联赛   | 17   | 0    |
| 2005-06 | 柏林赫塔     | 德国   | 德国足球甲级联赛   | 16   | 2    |
| 2006-07 | 柏林赫塔     | 德国   | 德国足球甲级联赛   | 28   | 3    |
| 2007-08 | 柏林赫塔     | 德国   | 德国足球甲级联赛   | 23   | 0    |
| 2008-09 | 柏林赫塔     | 德国   | 德国足球甲级联赛   | 26   | 1    |
| 2009-10 | 柏林赫塔     | 德国   | 德国足球甲级联赛   | 17   | 0    |
| 2010-11 | 柏林赫塔     | 德国   | 德国足球乙级联赛   | 1    | 0    |

### 国家队入球
| #  | 日期           | 场地                                  | 对手     | 入球 | 比分 | 比赛                       |
| -- | -------------- | ------------------------------------- | -------- | ---- | ---- | -------------------------- |
| 1. | 1998年10月10日 | 阿塞拜疆巴库，托菲克·巴赫拉莫夫體育場 |          | 1–0  | 4–0  | 2000年欧洲足球锦标赛预选赛 |
| 2. | 2002年9月7日   | 冰岛雷克雅未克，劳加德体育场          | 冰島     | 2–0  | 2–0  | 友谊赛                     |
| 3. | 2002年11月20日 | 匈牙利布达佩斯，普斯卡什体育场        | 摩尔多瓦 | 1–1  | 1–1  | 友谊赛                     |
| 4. | 2006年5月30日  | 英国曼彻斯特，老特拉福德球场          | 英格兰   | 1–2  | 1–3  | 友谊赛                     |
| 8. | 2007年5月24日  | 波黑泽尼察，比利诺·波杰体育场         |          | 3–0  | 3–1  | 2008年欧洲足球锦标赛预选赛 |

### 执教
最後更新：2015年4月25日
| 球队     | 自            | 至   | 成绩 | 成绩 | 成绩 | 成绩 | 成绩 | 成绩 | 成绩 | 成绩  |
| 球队     | 自            | 至   | 场   | 胜   | 平   | 负   | 入   | 失   | 差   | 胜%   |
| -------- | ------------- | ---- | ---- | ---- | ---- | ---- | ---- | ---- | ---- | ----- |
| 匈牙利   | 2014年9月18日 | 当前 | 5    | 2    | 2    | 1    | 4    | 3    | +1   | 40.00 |
| 柏林赫塔 | 2015年2月5日  | 当前 | 11   | 4    | 4    | 3    | 11   | 9    | +2   | 36.36 |
| 总计     | 总计          | 总计 | 16   | 6    | 6    | 4    | 15   | 12   | +3   | 37.50 |

## 家庭
达尔道伊已婚并育有三位儿子，分别名为帕尔（Pál）、马顿（Márton）和本切（Bence）。
2002年7月20日，达尔道伊的胞弟、效力于包尔奇的中场球员达尔道伊·巴拉基（Dárdai Balázs），在一场比赛中因弹跳争球造成动脉爆裂而导致死亡。达尔道伊的父亲，亦是身兼包尔奇教练的老达尔道伊·帕尔在现场目睹了这一悲剧。巴拉基时年仅23岁。